# Медианасилие
Медианасилие (англ. Violence in Mass Media) — это создание и распространение средствами массовой информации контента, содержащего насилие и жестокость.
Дж. Брайант и С. Томпсон в своей работе «Основы воздействия СМИ» отмечают, что одной из самых насущных социальных проблем современности было и остается негативное воздействие медианасилия на потребителя информации. Общественная озабоченность по этому поводу вызвана по большей части содержанием художественных и мультипликационных фильмов, а также жестокими видеоиграми и интернет-сайтами. Проблема усугубляется еще и тем, что СМИ в угоду сиюминутным рейтингам продолжают начинять новости сценами насилия.
Исследование воздействия медианасилия является одним из важных аспектов научных исследования медиавоздействия и изучает существование причинно-следственной связи между потреблением сцен насилия и последующим агрессивным поведением и установками в обществе.
Авторы научных работ, касающихся темы насилия и жестокости в современных средствах массовой информации, до сих пор не пришли к единой точке зрения относительно того, что такое «медианасилие». Теоретики пытаются, прежде всего, оценить степень воздействия медийного насилия на зрителей и определить специфику данного воздействия. Тем не менее, из-за расхождения взглядов на эту проблему сложно выявить элементы, которые бы характеризовали информационные продукты как носителей медианасилия.

## История явления
В конце XX в. перед человечеством возникла важная социальная проблема, суть которой заключается в негативном воздействии медианасилия на общество.
Теория медианасилия возникла вместе с предположениями Альберта Бандуры о том, что дети могут учиться агрессивному поведению, наблюдая за окружающими. Так, в ходе эксперимента, проведенного Бандурой, удалось установить, что дети имитируют агрессивное поведение, увиденное на экране. Во время эксперимента трем группам детей показывали сцены разного содержания. Первой группе показывали, как бьют и бросают большую надувную куклу Бо-Бо. Второй группе демонстрировали фильмы, не содержащие насилия, а третьей группе не показывали ничего. После просмотра детей отвели в игровую комнату, где был большой выбор игрушек и в том числе кукла Бо-Бо. Первая группа детей, смотревшая сцену избиения куклы, вела себя более агрессивно и даже копировала увиденные на экране действия.
В 1950-х и начале 1960-х годов, когда телевидение стало самым популярным средством развлечения, исследователи из США и Великобритании заинтересовались воздействием нового СМИ на общество. В ходе исследования американские ученые, Уилбур Шрамм и его коллеги, обнаружили связь между просмотром сцен насилия и агрессивным поведением подростков, в то время как группа британских исследователей (Hilde Himmelweit, Oppenheime & Vince, 1958) не нашла доказательств такой зависимости и утверждала, что подобную связь трудно доказать.
Противоречивые результаты возникали и в 1960-е, когда изучением проблемы медианасилия занялась Национальная комиссия президента Линдона Джонсона по расследованию причин насилия и его предотвращению. Комиссия пришла к выводу, что телевидение нельзя считать основной причиной правонарушений в обществе. После этого Научного консультационный комитет министра здравоохранения по проблемам телевидения и социального поведения выпустил пятитомный доклад, в котором утверждалось, что просмотр сцен насилия и жестокости действительно усиливает агрессивные наклонности зрителей.
В конце XX века исследователи нескольких ведущих вузов провели трехлетнее исследование, в результате которого была снова обнаружена связь между просмотром сцен насилия и последующим проявлением агрессии. Результаты «Исследования насилия в передачах национального телевидения» (National Television Violence Study) 1998 года показали, что значительно возрос объем насилия на телеэкранах, а категории возрастных ограничений, присваиваемые программам, не соответствовали объему содержащегося в них насилия.
В России проблема медианасилия в полной мере стала осознаваться сравнительно недавно. В начале 2000-х гг. стали появляться публикации исследований некоторых российских авторов, которые предпринимали попытки исследовать феномен воздействия экранного насилия на подрастающее поколение, на процесс формирования ценностей и ценностное восприятие.

## Анализ медианасилия
Для определения объема медианасилия используется метод контент-анализа. При использовании этого метода, ученые сначала дают четкое определение понятию медианасилия и его содержанию, а затем просматривают различные телепрограммы, фиксируя и кодируя каждый случай его демонстрации, то есть представляя в виде определенных показателей. В частности при анализе содержания телепередач используются такие параметры, как тип телепрограммы, тип телеперсонажа, вид применяемого оружия, характер нанесенных телесных повреждений или материального ущерба.
Систематический анализ телевизионного насилия стал предметом обсуждения в научной среде благодаря исследованию эффекта культивации Джорджа Гербнера и его коллег, проведенное в 1960-х годах. В течение нескольких лет ученые кодировали и анализировали содержание телепередач лучшего эфирного времени всех крупнейших американских телекомпаний. Применяемый ими метод анализа, так называемый анализ системы сообщения (АСС), стал широко распространенным методом анализа медианасилия.
Дж. Гербнер и его коллеги определили насилие как «открытое применение физической силы против себя или другие принудительные действия, осуществляющиеся против чьей-то воли под страхом нанесения телесных повреждений или убийства, либо при фактическом осуществлении последних». Это определение используется учеными для выделения узких категорий кодирования, которые позволяют оценить количество актов насилия в телепередачах, характер насилия, тип преступника, тип жертвы и особенности ситуации. Впоследствии кодированная информация объединяется для построения профиля насилия каждой телевизионной программы. Профиль представляет собой объективную оценку количества насилия, которое содержит каждая телепрограмма.
В течение первых десяти лет исследования Дж. Гербнер и его команда установили, что большинство персонажей (6 из 10) участвовали в актах насилия. Детские мультфильмы содержали больше сцен насилия, чем все остальные виды развлекательных программ, в том числе боевики и детективы.

## Психологическое воздействие медианасилия

### Различные аспекты воздействия медианасилия
На данный момент в научной среде выделяют три уровня возможного воздействия медиансилия: поведенческий, аффективный (эмоциональный) и когнитивный. Эти уровни относятся к разным видам проявления воздействия насилия в современных медиа.

#### 1. Когнитивное
Когнитивное воздействие медианасилия проявляется в том, что просмотр сцен насилия влияет на восприятие зрителем реального мира.
О когнитивном воздействии можно говорить в том случае, если при просмотре сцен, содержащих те или иные формы насилия у зрителя меняется восприятие реального мира. Исследованиями в этой области занимались Джордж Гербнер и его коллеги в 1970-х годах. Они провели анализ государственных опросов общественного мнения, чтобы определить когнитивное воздействие телевидения. В анкету для опроса были включены вопросы, начиная с количества времени, которое респондент проводит перед экраном телевизора и заканчивая вопросами о его восприятии окружающего мира. Анализ опроса показал, что существует позитивная корреляция между временем, затраченным на просмотр телевизора, и особенностями мировосприятия. Те респонденты, которые смотрели телепрограммы больше, чем другие, воспринимали мир как более опасное место по сравнению с теми, кто уделял их просмотру меньше времени.
В результате исследований по изучению воздействия медианасилия на поведение и установки американского общества, Джордж Гербнер и Ларри Гросс из Пенсильванского университета разработали новую социологическую концепцию под названием гипотеза культивации. Согласно этой социологической концепции постоянное потребление медианасилия ведет к преувеличенному восприятию опасности реального мира.

#### 2. Эмоциональное
Эмоциональное воздействие мединасилия означает, что просмотр сцен насилия вызывает немедленную или долгосрочную эмоциональную реакцию.
Исследования показывают, что каждый человек, независимо от возраста, эмоционально реагирует на медианасилие. Исследователи изучали реакцию зрителей на телепередачи, содержащие различные сцены насилия. Эмоциональные проявления воздействия таких сцен могут следовать незамедлительно (испуг или беспокойство) либо продолжаться достаточно длительный период (устойчивый страх, боязнь стать жертвой преступления).
Особенно исследователей интересовала реакция детей. В результате исследований было выяснено, что при просмотре определенных телепрограмм дети испытывают выраженный испуг.

#### 3. Поведенческое
При поведенческом воздействии медианасилия просмотр сцен насилия влияет на поведение зрителя. Выделяют пять основных категорий поведенческих эффектов:
- возбуждение

В процессе просмотра сцен насилия, а также комичных и сексуальных сцен зритель испытывает эмоциональное возбуждение, которое проявляется на физиологическом уровне.
- катарсис

Этот механизм по мнению многих исследователей позволяет зрителям давать безопасный выход своим агрессивным эмоциям в процессе просмотра или представления сцен, содержащих насилие и жестокость.
Так, в 1971 году С. Фешбах и Р. Зингер в течение шести лет наблюдали за поведением мальчиков подросткового возраста в естественной для них среде (дома и в школе). Они обнаружили, что те испытуемые, которые смотрели в основном программы, не содержащие насилия, вели себя более агрессивно по отношению к сверстникам, чем те мальчики, которые смотрели боевики.
- десенсибилизация

Этот поведенческий эффект заключается в том, что при регулярном просмотре сцен насилия зрители становятся все менее восприимчивы к жестокости на экране и легче готовы принять насилие в реальной жизни.
В ходе одного из экспериментов ученые выяснили, что дети, которые смотрели телевизор 25 и больше часов в неделю, испытывали меньшее физиологическое возбуждение при просмотре сцен насилия, чем те дети, которые смотрели телевизор только до 4 часов в неделю.
- дезингибиция (растормаживание)

Этот механизм объясняется гипотезой о том, что в процессе того, как телезрители привыкают к сценам насилия и жестокости, оправданные ситуацией или санкционированные обществом, происходит ослабление действия социальных санкций, которые оказывают сдерживающее воздействие на совершение правонарушений. В результате исследований было установлено, что зрители ведут себя более агрессивно после просмотра фильмов, где насилие представлено как санкционированное, особенно если они испытывали гнев еще до начала просмотра.
Существование дезингибиции было доказано в результате лонгитюдных исследований. В ходе одно из таких исследований ученые изучали привычки около восьмисот детей восьмилетнего возраста относительно просмотра телепрограмм и уровень их агрессивности. Десять лет спустя, когда возраст испытуемых достиг 18 лет, исследователи разыскали около половины из них и собрали дополнительную информацию. Исследователям удалось доказать, что существует прямая связь между просмотром сцен насилия в детстве и уровнем агрессивности в зрелом возрасте.
- имитация

Имитация предполагает, что зрители зачастую пытаются воспроизвести поведенческие модели, увиденные по телевизору. Особенно это относятся к детям, которые пытаются подражать персонажам мультфильмов.
Так, в ходе эксперимента, проведенного Альбертом Бандурой, удалось установить, что дети имитируют агрессивное поведение, увиденное на экране.
Дж. Брайант и С. Томпсон объясняют уровень поведенческого воздействия медианасилия на примере четырехлетнего мальчика, который смотрит очередную серию Могучих Рейнджеров, а затем изображает Красного Рейнджера, пиная и молотя кулачками «злодея» (своего двухлетнего братишку). В поведении этого ребенка, по мнению исследователей, проявляется воздействия телевизионного насилия.

## Методы исследования медианасилия
Барри Гантер (Barrie Gunter) проанализировал большое количество научных работ, посвященных проблеме насилия в средствах массовой информации и выявил шесть следующих основных методов исследования этого явления:
- лабораторный эксперимент
- полевой эксперимент
- лонгитюдное исследование
- корреляционное исследование
- естественный эксперимент
- экспериментальное вмешательство

Многие исследования направлены на измерение объема медианасилия в СМИ. Другие ученые анализируют контекст медианасилия, поскольку считают его важным фактором, обуславливающим степень влияния медианасилия на потребителя массовой информации.

## Критика
Несмотря на то, что многие исследователи утверждают о существовании прямой связи между уровнем насилия в медиа и поведением обществе, другие ученые оспаривают эту гипотезу, ссылаясь на методологические и культурные проблемы, возникающие в процессе исследования.Research on the effects of violence in mass media#Criticisms
- Так, например, Джонатан Фридман утверждал, что в Канаде уровень преступлений и социального насилия в целом намного меньше, чем в США. Однако телепрограммы, которые смотрят дети в этих странах относительно идентичны. В Японии дети смотрят телепередачи, содержащие самый высокий уровень сцен насилия в мире. Несмотря на это, уровень преступности в Японии очень низкий по сравнению с США и Канадой.[10]
- Критика негативного воздействия медианасилия на поведение в обществе основывается на целом ряде методологических и теоретических проблем (но не ограничивается ими). Среди них выделяют следующие:

1. Неспособность полностью контролировать условия эксперимента для объективного выявления агрессивного и не агрессивного поведения.
2. Неспособность принять во внимание роль социального контекста, в котором имеет место медианасилие.
3. Неспособность применять стандартизированные, надежные и действенные средства воздействия насилия со стороны СМИ.
4. Неспособность принять во внимание другие переменные. Некоторые исследования, посвященные медианасилию, не учитывают при анализе такие важные показатели как генетика, особенности личности и подверженность насилию в семье. Однако, по мнению, критиков, именно эти факторы могут объяснить, почему некоторые люди становятся жестокими и почему они чаще подвергают себя воздействию сцен жестокости и насилия в СМИ.[11]
5. Неспособность дать однозначное определение понятию «агрессия».
6. Уровень насилия в СМИ не соответствует уровню преступлением, связанных с насилием.
7. Контент, содержащий насилие и жестокость, распространяемый средствами массовой информации лишь отражает уровень насилия в реальном мире.